# 乙酸孕诺酮
乙酸孕诺酮（也称为孕诺酮乙酸酯、醋酸孕诺酮、去甲羟孕酮乙酸酯），是一种有机化合物，分子式为C22H30O4，属于19-去甲孕酮型孕激素，从未上市销售。